# San Gimignano
San Gimignano is een middeleeuws, ommuurd, stadje in de provincie Siena van de Italiaanse regio Toscane. De plaats trekt veel toeristen, vooral vanwege de bijzondere middeleeuwse architectuur.
San Gimignano is bekend om zijn veertien torens die het silhouet van de stad domineren. Deze zijn tussen de 12e en 14e eeuw door rijke families opgetrokken. De torens deden dienst als woning en versterking, maar vooral als prestigeobject. Tijdens de strijd tussen rivaliserende families, ofwel tussen aanhangers van enerzijds Welfen en anderzijds Ghibellijnen, verschanste men zich tussen de torens en vocht men daar hun vaak bloedige vetes uit. Op haar hoogtepunt had de stad 72 torens.
In de late middeleeuwen was deze stad erg welvarend omwille van diens ligging aan de pelgrimsroute naar Rome. Maar de pestepidemie van 1348 en later de omlegging van de pelgrimsroute betekenden de economische ondergang, maar wel het behoud van zijn middeleeuwse karakter.
In 1990 is het historische centrum van San Gimignano opgenomen in de UNESCO-werelderfgoedlijst. Het is een van de best bewaarde middeleeuwse stadjes van Toscane en het is daardoor tevens een van de drukst bezochte.

## Bezienswaardigheden
Het stadje, dat met behulp van geld van UNESCO grootscheeps is gerestaureerd, is geheel ommuurd; de laatste ommuring dateert uit de 13e eeuw. De belangrijkste toegangspoorten zijn:
- Porta San Giovanni; in het zuiden
- Porta San Matteo; in het noordwesten
- Porta S. Jacopo; in het noordoosten

Alle wegen leiden naar het hoogste punt van het dorp waar zich de Piazza della Cisterna en de Piazza Duomo bevinden. De Piazza della Cisterna is vernoemd naar de 13e-eeuwse bron, die de bewoners van water voorzag. Rondom dit plein staan interessante middeleeuwse gebouwen en torens. De naam van de Piazza Duomo suggereert dat de daaraan gelegen kerk, de Collegiata, een kathedraal zou zijn, maar San Gimignano is nooit een bisschopsstad geweest. Wel liggen aan dit plein:
- Collegiata; een kerk met een sober exterieur, waarvan alle wanden van het interieur geheel met fresco's zijn bedekt van onder anderen Benozzo Gozzoli, Taddeo di Bartolo, Lippo Memmi en Bartolo di Fredi.
- Baptisterium met het beroemde fresco van de aankondiging, geschilderd door Ghirlandaio
- Torre Grosso; de 54 m hoge toren van het Palazza Populo; stadhuis en museum. De toren is te beklimmen. Het Museo Civico bevat een fresco van Lippo Memmi en schilderwerken van onder anderen Anzo da Siena, Benozzo Gozzoli, Filippino Lippi. Een museum dat daarnaast vele doorkijkjes naar buiten heeft.

Verder zijn nog van belang:
- Sant'Agostino; een kerk met een kale buitenkant en van binnen rijk gedecoreerd. Ook hier weer, naast een marmeren altaar van Benedetto da Maiano, werken van onder anderen Benozzo Gozzoli, Lippo Memmi, Piero del Pollaiuolo en Bartolo di Fredi.
- Museo Archeologico; een museum dat gevestigd is in ex convento di SantaChiara; een voormalig klooster.
- Spezieria di Santa Fina; een van de oudste apotheken in Toscane, gelieerd aan Spedale di Santa Fina

De nauwe straatjes van San Gimignano zijn, op taxi's na, autovrij.

## Afbeeldingen

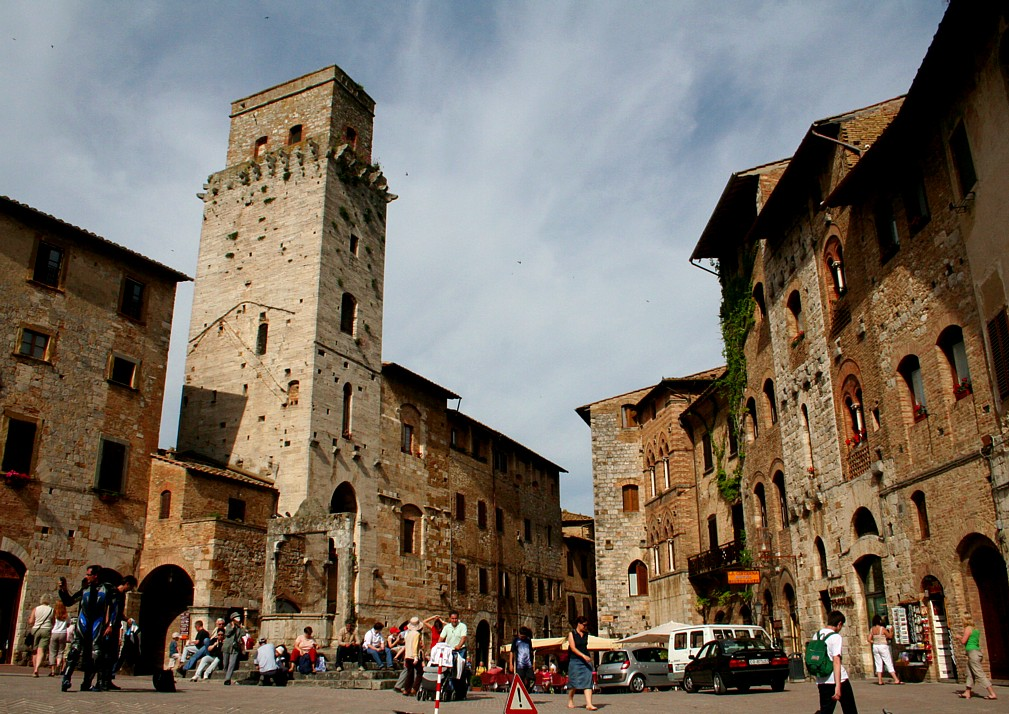
Piazza della Cisterna
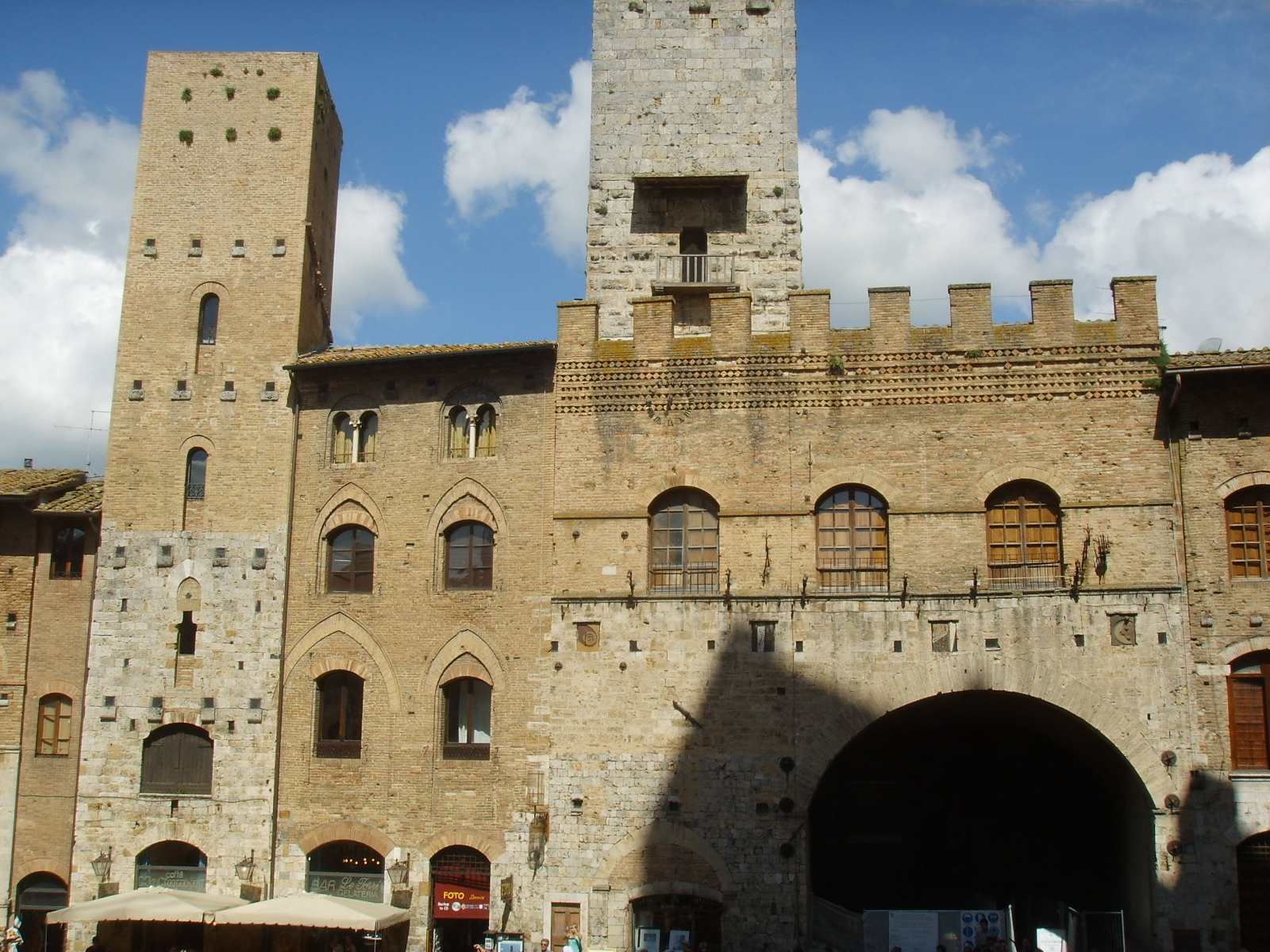
Piazza Duomo met Palazza Populo
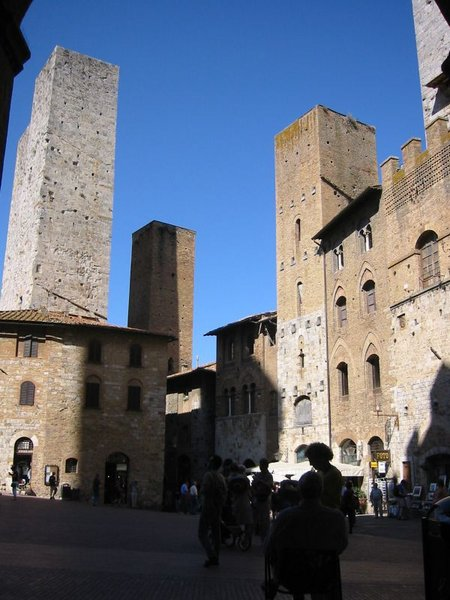
Piazza delle Erbe
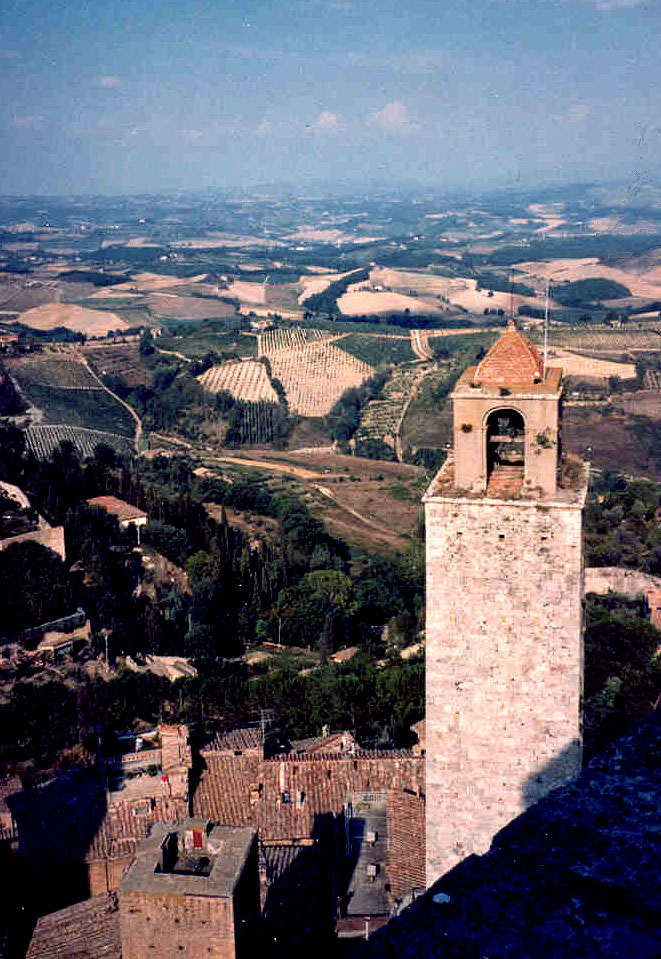
Omgeving van San Gimignano
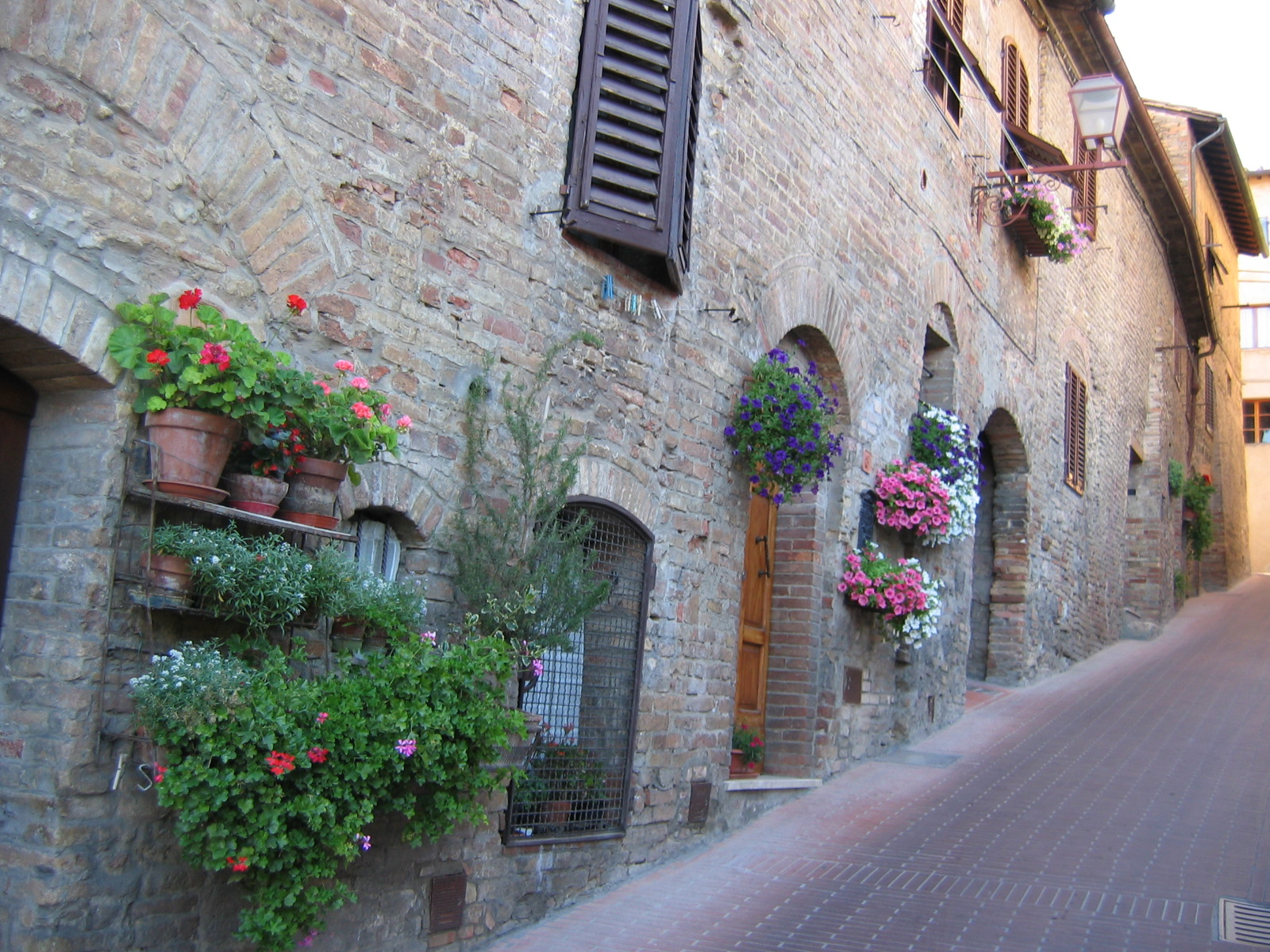
Steegje
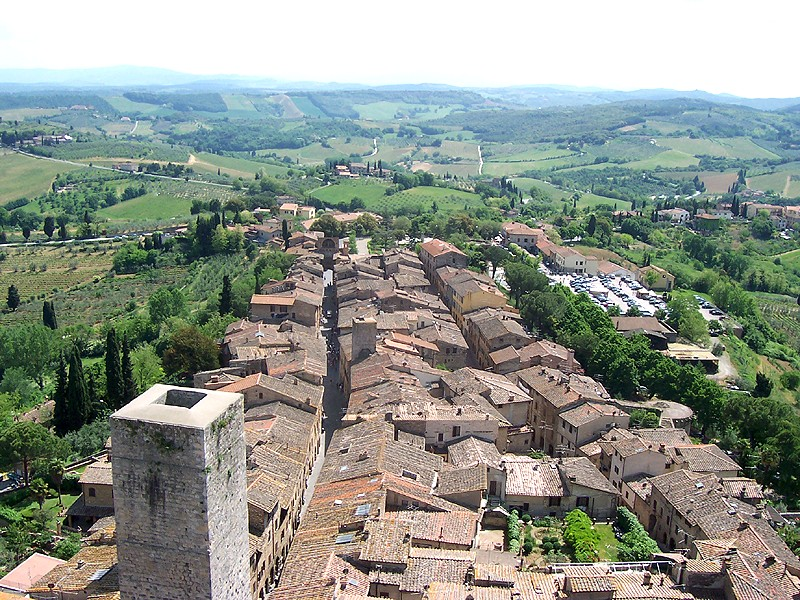
Uitzicht vanuit de Torra Grossa

## Zustersteden
San Gimignano is verzusterd met:
- Český Krumlov
- Meersburg

## Geboren
- Fina (ook: Serafina) (1238-1253), R.K. heilige
- Folgóre da San Gimignano (1270 - 1332), dichter
- Filippo Buonaccorsi (1437 - 1496), humanist, schrijver en diplomaat

## Trivia
In de videogame Assassin's Creed 2 is de stad in detail nagebouwd en kan de speler onder andere de torens beklimmen.
De stad speelt een belangrijke rol in de thriller 'Een duister domein' van Val McDermid.